# ساناد (چوکا)
ساناد (به صربی: Sanad) یک منطقهٔ مسکونی در صربستان است که در Čoka Municipality واقع شده‌است. ساناد ۱٬۳۱۴ نفر جمعیت دارد.